# Примарний вершник (фільм, 1943)
"Примарний вершник" (англ. The Ghost Rider) -  вестерн компанії Monogram Pictures 1943 року режисера Воллеса Фокса за сценарієм Адель Баффінгтон. Це перша стрічка з серії фільмів про маршала "Неваду" Джека МакКензі. В головній ролі Джонні Мак Браун. Також у фільмі знімались Реймонд Гаттон, Гаррі Вудс, Беверлі Бойд, Том Зейдел та Едмунд Кобб. Фільм вийшов у прокат 2 квітня 1943 року.

## У ролях
- Джонні Мак Браун — "Невада" Джек МакКензі
- Реймонд Гаттон — Сенді Гопкінс
- Гаррі Вудс — Леш Едвардс
- Беверлі Бойд — Джулі Вілсон
- Том Зейдел — Джо Макналлі
- Едмунд Кобб — Зак Седдлер
- Бад Осборн — Лакі Говард
- Джордж Денорманд — Ред
- Білл Гантер — Джес
- Арті Ортего — Рой Керн
- Чарльз Кінг — Стів Кук
- Мілберн Моранте — Джон Вілсон
- Білл Нестелл — Білл
- Джек Дейлі — Патрік Макналі
- Горас Карпентер — балакучий старожил
- Рей Міллер — Скаддер

## Зовнішні посилання
- The Ghost Rider на сайті IMDb (англ.)